# Герен, Леон
Лео́н Гере́н (фр. Léon Guérin; 1807 год, Париж — 1885 год, там же) — французский писатель, журналист, историк и поэт.

## Творчество
Сочинял рассказы для юношества и издавал «Детский журнал» («Journal des enfants») и «Детско-юношескую газету» («Gazette des enfants et des jeunes personnes»), прежде чем перейти на исторические сюжеты и морскую тематику. Писал иногда под псевдонимами Герен-Дюльон (фр. Guérin-Dulion) и Леонид де Мирбель (фр. Léonide de Mirbel).
В 22 года опубликовал «Лирические песни и другие поэтические пробы» (Chants lyriques et autres essais poétiques, изд-во Гарнье, 1829). В числе других произведений — «Французские прославленные мореходы» (Les Marins illustres de la France, 1845) и «Французские мореплаватели» (Les Navigateurs français : histoire des navigations, découvertes et colonisations françaises, 1846).